# ایچیکاوا اوتائمون
 اوتائمون ایچیکاوا (انگلیسی: Utaemon Ichikawa؛ ۲۵ فوریهٔ ۱۹۰۷ – ۱۶ سپتامبر ۱۹۹۹) یک هنرپیشه اهل ژاپن بود.